# Olaszországi hadjárat (második világháború)
Az olaszországi hadjárat a második világháború befejező szakaszában lezajlott eseménysorozat, melyben a nyugati szövetséges haderők az Olasz Királyság területén, 1943 őszétől az 1945 májusi német fegyverletételig katonai műveleteket folytattak a németbarát olasz fegyveres erők és a német csapatok által ellenőrzött területek visszafoglalására. Az Egyesített szövetséges főparancsnokság (Joint Allied Forces Headquarters, AFHQ) volt felelős a hadműveleti tervezésben a térség összes csapatmozgását illetően, illetve ez a vezérkari törzs tervezte meg az 1943 júliusi szicíliai megszállást is.
A sziget augusztusi elfoglalását követően az inváziós erők az olasz félsziget déli megszállását tűzték ki célul, melyet észak-afrikai és szicíliai kikötőkből kiindulva hajtottak végre szeptember elején. A brit csapatok Calabriai-félszigetén végrehajtott partraszállása azonban lassú ütemben haladt előre. Ebben az időben az olasz király által támogatott szervezkedés vezetői hivatalosan szeptember 8-án jelentették be a fasisztákkal szembeni ellenállást. A szicíliai Cassibile faluban hivatalossá tett nyilatkozat az olasz polgárháború hivatalos kezdődátuma is egyben, melynek vége a német fegyverletétel napján lett deklarálva. A fegyveres felkelők az Olasz Királyság és az Olasz Ellenállás híveiből álltak, ellenfélül a Harmadik Birodalom által támogatott Olasz Szociális Köztársaságot tekintették. Szeptember 9-én az amerikai haderő is megkezdte offenzíváját az Avalanche hadművelet keretében, így az ellenállás teljes körű támogatást kapott a szövetségesek részéről. Az ezt követő olasz „kiugrás” után a dél-franciaországi és a Balkánon települő olasz csapatokat lefegyverezték a németek, illetve a fontosabb észak- és közép-olaszországi területeket is megszállták, a haditengerészetet és a légierőt szintén lefegyverezték. A kialakuló polgárháborúban körülbelül nyolcvanezer olasz civil vesztette életét.
A küszöbön álló szövetséges invázió miatt a német vezetés Szardínia kiürítése mellett döntött. A februártól addig is számos légitámadást ért szigetet, főként Cagliarit, szeptember 8-án elhagyták a német csapatok és a Vichy-francia ellenőrzés alá tartozó Korzikára települtek át. Innen pár héten belül olasz ellenállók és a szabad francia csapatok – a Vésuve hadműveletben – elhagyásra kényszerítették a németeket. Ezzel Szardínia és Korzika is szövetséges befolyás alá került, repülőterei fontos hadműveleti csomóponttá váltak; a korzikai repülőterekről, köztük a solenzarairól, támadták az olasz és dél-franciaországi területeket.
Az Appenini-félsziget domborzata ideálisnak mutatkozott a német–olasz védelem számára, a szövetségesek technikai és számbeli fölényüket kevés alkalommal tudták csak érvényesíteni. Noha Nápolyt a lakosság és az ellenállók sikeresen felszabadították 1943. szeptember végén, a tengelyhatalmi védők kis erőforrásokkal is eredményesen tudták tartani a területeket, miközben jelentős veszteségeket tudtak okozni a támadóknak. A műemlékekben bővelkedő Rómát és a Vatikánt ért utolsó bombatámadások után „nyílt várossá” nyilvánították 1943. július 14-étől, mégis a Monte Cassinó-i kolostor nem kerülhette el a lerombolást, a Gustav-vonal áttörésére tett sikertelen kezdeményezéssel. Az anziói partraszállás sem hozta meg a várt amerikai áttörést; a kiépített védelmi vonalakat csak nagy veszteségek árán sikerült leküzdeni. 
A német csapatok kivonulását követően nyílt várossá vált Firenze és Chieti városa is, 1944. március 24-én. A félsziget két oldalán támadó amerikai és brit csapatok továbbra is lassan haladtak, amin a június eleji normandiai és az augusztusi dél-franciaországi partraszállás sem segített. Augusztusban a csapatok felzárkóztak a Gót-vonalra, ahol hét hónapos küzdelem vette kezdetét, miközben Kelet-Közép-Európában már a szovjet Vörös Hadsereg ment át tartós offenzívába: megszállta Romániát, Jugoszlávia északi részeit és behatolt a korábbi lengyel területekre és a Baltikumba. Mire a nyugati szövetséges csapatok az 1945. tavaszi hadjáratukkal kiértek a Pó folyó völgyébe, a Vörös Hadsereg már megszállta az egész közép-európai térséget. Az Olasz Királyság teljes területe ugyan nem lett felszabadítva, azonban április végére az északi ipari nagyvárosokat elfoglalták és a tengelyhatalmak további ellenállását is lehetetlenné tették. Április 27-én a német egyenruhában menekülő Mussolinit és kísérőit egy katonai ellenőrző pontnál olasz ellenállók lefogták, majd később kivégezték. Ezzel a Salòi Köztársaság léte is megpecsételődött. Öt nappal később a német csapatok is letették a fegyvert.
Becslések szerint a harccselekményekben szövetséges és tengelyhatalmi részről 60 000-70 000 katona halt meg. Összesen körülbelül 320 000 szövetséges sebesült volt, míg német részről több mint 330 000. A fasiszta olasz haderő az összeomlásig megközelítően 200 000 fős veszteséget vezetett fel, melyek többsége hadifogoly lett a szicíliai megszállás idején, ezek közül több mint 40 000 halt meg vagy tűnt el. Rajtuk kívül több mint 150 000 olasz polgár vesztette életét és 35 828 fasisztaellenes ellenálló, valamint 35 000 fő az Olasz Szociális Köztársaság haderejéből.
Nyugat-Európában nem volt olyan hadjárat, amelyik ilyen mértékű áldozatokat követelt volna mindkét szemben álló fél szárazföldi haderőnemétől mint az olaszországi, beleértve a téli hadállást, az anziói hídfőt, és a Gót-vonal mentén lezajlott ütközeteket. A hadjárat a német C hadseregcsoport feltétel nélküli megadásával ért véget 1945. május 2-án, egy héttel a német fegyverletétel kinyilvánítása előtt, de Hitler halála után két nappal. San Marino és a Vatikán független államok, melyeket az olasz területek vettek közre, szintén jelentős károkat szenvedtek a hadjárat ideje alatt.
A háborút követően a károk rendezésére az ország részt vett a Marshall-terv segélyprogramjában.

## Fordítás
Ez a szócikk részben vagy egészben  az   Italian Campaign (World War II) című angol Wikipédia-szócikk ezen változatának fordításán alapul.  Az eredeti cikk szerkesztőit annak laptörténete sorolja fel. Ez a jelzés csupán a megfogalmazás eredetét és a szerzői jogokat jelzi, nem szolgál a cikkben szereplő információk forrásmegjelöléseként.